# Бірманські будні
«Бірманські будні» — книга англійського письменника Джорджа Орвелла, яку побачив Світ в 1934 році. Автор розповів про роки, проведені на службі в колоніях Британської імперії.

## Передмова
Орвелл провів п'ять років з 1922 по 1927 рік як поліцейський в індійській імперській поліції в Бірмі (нині М'янма). Бірма стала частиною Британської імперії протягом 19 століття як доповнення британської Індії. Британія колонізувала Бірму поетапно — до 1885 року вони захопили королівську столицю Мандалай, а це означало, що Бірма в цілому може бути оголошена частиною Британської імперії. Трудові мігранти з Індії та Китаю доповнили натальне бірманське населення. Хоча Бірма була найбагатшою країною в Південно-Східній Азії під британським правлінням, але як колонія була дуже відстала. Образ, який англійці мали на меті підтримувати в цих громадах, був величезним тягарем, і більшість з них покладали очікування на Англію з наміром зберегти свої звичаї та правління. Серед її експорту країна виробляла 75 відсотків світового деревного матеріалу з лісів країни. Коли Орвелл прибув до Ірраваді, щоб розпочати свою кар'єру імперським поліцейським, у січні 1924 року влада керувала експортом Бірми на понад три мільйони тон рису на половину світової пропозиції. Орвелл служив рядовим полісменом у поліції Бірми. Пройшовши рік поліцейської підготовки в Мандалаї та Маемйо, його служба проходила також в Мянгмя, Твенте, Сіріам, Інсейн (на північ від Рангуна, місце найбезпечнішої в'язниці колонії та тепер найвідомішої в'язниці Бірми) Мулмейн і Катар. Катар з його пишною рослинністю, описаний Орвелом з неймовірним задоволенням, забезпечив фізичну обстановку для роману.
Бірманські дні були написані за кілька років. Орвелл писав твір у Парижі в той час, який він провів там з 1928 по 1929 рік. Він все ще працював над ним в 1932 році в Саутволд, працюючи в сімейному домі на літніх канікулах. До грудня 1933 він набрав остаточну версію, а в 1934 році доставив його своєму агенту-посереднику Леонарду Муру для публікації в Віктора Голанца, який опублікував його попередню книгу. Голланц, побоюючись переслідувань за допомогу з іншим твором автора, відмовив Орвеллу, бо був стурбований звинуваченнями у наклепі. Хайнеманн і Кейп відмовили йому з тих же причин. Після внесення у твір змін, яких вимагали, Гарпрі готувалися до публікації в Сполучених Штатах, де твір дебютував у 1934 році. Навесні 1935 року Голланц заявив, що готовий видати «Бірманські будні», за умови, що Орвелл міг запевнити, що він не базується на реальних людях. У колоніальних списках Великої Британії проводилися великі перевірки, щодо Бірми, оскільки, британських осіб не можна було плутати з персонажами. Голланц опублікував англійську версію 24 червня 1935 року.